# Carex quasivaginata
Espèce
Classification phylogénétique
Carex quasivaginata est une espèce de plantes du genre Carex et de la famille des Cyperaceae.